# Libertyville (Illinois)
Libertyville ist eine Gemeinde (mit dem Status "Village") im Lake County im Nordosten des US-amerikanischen Bundesstaates Illinois und ein wohlhabender Vorort von Chicago.
Das U.S. Census Bureau hat bei der Volkszählung 2020 eine Einwohnerzahl von 20.579 ermittelt.
Libertyville liegt im Norden der Metropolregion Chicago.

## Geographie
Libertyville liegt etwa 8 Kilometer westlich des Michigansees, das Stadtzentrum von Chicago liegt rund 60 Kilometer in südsüdöstlicher Richtung. Der Des Plaines River fließt durch Libertyville.

### Umliegende Ortschaften
- Direkte Nachbargemeinden:
  - Mundelein
  - Green Oaks (Illinois)
  - Mettawa (Illinois)
  - Rondout (Illinois)
  - Gurnee (Illinois)
  - Grayslake (Illinois)
  - Vernon Hills (Illinois)
- Naheliegende Städte:
  - Waukegan
  - Lake Forest (Illinois)

## Titel
Libertyville wurde von CNNMoney.com im Jahr 2007 zum 52. besten Wohnplatz gewählt.

## Geschichte
Auf dem Gebiet von Libertyville siedelten bis August 1829 die Potawatomi-Indianer. Diese mussten aufgrund wirtschaftlicher Probleme das Land an die US-Regierung verkaufen; damals betrug der Preis 12.000 US-Dollar sowie 12.000 Dollar in Sachwerten und jährlich 50 Barrel Salz.
Gemäß dem Vertrag verließen die Potawatomi das Land Mitte der 1830er Jahre. Im Jahr 1835 siedelte der erste nicht indigene Einwohner, George Vardin im späteren Libertyville. Vardin soll ein gebildeter englischer Migrant gewesen sein, der mit seiner Frau und seiner Tochter in einer Hütte wohnte. An dieser Stelle ist heute ein Teil des Cook Parks. Das Dorf wurde nach Vardin Vardin’s Grove genannt.
Während der 60-Jahr-Feier der Unabhängigkeitserklärung der Vereinigten Staaten im Jahr 1836, benannte sich die Stadt in Independence Gove um. Im folgenden Jahr nahmen der erste Arzt und der erste Anwalt der Stadt ihren Dienst auf. Für diese war es nötig, dass Infrastruktur entstand und so entstand eine Poststelle, wodurch eine weitere Namensänderung durchgeführt werden musste. Deshalb benannte sich die Stadt am 16. April 1837 in Libertyville.
Zwei Jahre später wurde der Name wieder geändert; der neue Name war Burlington, da es Bezirkssitz von Lake County wurde. Da jedoch der Sitz nach Little Fort (Waukegan ist das Potawatomi-Wort für Little Fort) verschoben wurde, wurde die Namensänderung rückgängig gemacht. Danach blieb der Stadtname unverändert.
Das berühmteste Gebäude Libertyville’s, das Cook Mansion wurde im Jahr 1879 von Ansel Brainerd Cook erbaut. Es steht sehr nahe an dem Ort, an dem das Vardin Cabin stand.

## Infrastruktur
Libertyville hat als Vorort Chicagos eine sehr gute Infrastruktur.
Der O’Hare International Airport ist der nächstgelegene Flughafen.
Der Interstate 94 verläuft direkt durch Libertyville; Interstate 88, Interstate 90 und Interstate 43 sind schnell erreichbar.
Der Chicago Loop ist circa 45 Minuten von Libertyville entfernt.
Libertyville hat eine Metrastation.

## Bildung
Die theologische Fakultät Saint Sava in Libertyville ist die einzige Hochschule der serbisch-orthodoxen Kirche auf dem nordamerikanischen Kontinent.

## Demografische Daten
Nach der Volkszählung im Jahr 2010 lebten in Libertyville 20.315 Menschen in 7517 Haushalten. Die Bevölkerungsdichte betrug 883,3 Einwohner pro Quadratkilometer.
Ethnisch betrachtet setzte sich die Bevölkerung zusammen aus 90,1 Prozent Weißen, 1,2 Prozent Afroamerikanern, 0,2 Prozent amerikanischen Ureinwohnern, 5,7 Prozent Asiaten sowie aus anderen ethnischen Gruppen; 1,7 Prozent stammten von zwei oder mehr Ethnien ab. Unabhängig von der ethnischen Zugehörigkeit waren 4,1 Prozent der Bevölkerung spanischer oder lateinamerikanischer Abstammung.
In den 7517 Haushalten lebten statistisch je 2,65 Personen.
27,0 Prozent der Bevölkerung waren unter 18 Jahre alt, 59,1 Prozent waren zwischen 18 und 64 und 13,9 Prozent waren 65 Jahre oder älter. 51,8 Prozent der Bevölkerung war weiblich.

Das jährliche Durchschnittseinkommen eines Haushalts lag bei 102.493 USD. Das Prokopfeinkommen betrug 49.216 USD. 3,7 Prozent der Einwohner lebten unterhalb der Armutsgrenze.

## Bekannte Bewohner
- David Adler, Architekt[7]
- Marlon Brando (1924–2004), Schauspieler, Oscargewinner
- Julia Cameron, Schriftstellerin und Künstlerin
- Donald A. Carson (* 1946), evangelisch-reformierter Theologe und Neutestamentler an der Trinity Evangelical Divinty School in Deerfield
- Marietta DePrima, Schauspielerin
- Jo Jorgensen, Politikerin und Präsidentschaftskandidatin der Libertarian Party
- Scot McKnight, Religionswissenschaftler an der North Park University 1994–2012
- Mary Morello, Mitbegründerin der Antizensurorganisation Parents for Rock and Rap[8]
- Zak Orth (* 1970), Schauspieler, wurde hier geboren
- George F. Pond, Träger der Medal of Honor
- Michael Simpson, Schriftsteller
- Adlai Ewing Stevenson junior (1900–1965), Gouverneur, Präsidentschaftskandidat
- Mark Suppelsa, Nachrichtensprecher
- Peter II. (Jugoslawien) (1923–1970) wurde in Libertyville begraben

### Musik
- Tom Morello (* 1964), Gitarrist von Rage Against the Machine
- Adam Jones (* 1965), Gitarrist von Tool (Band)
- Maureen Herman, Bassistin von Babes in Toyland
- Andrew Bemkey (* 1974), Jazzmusiker
- mc chris (* 1975), Rapper

### Sport
- Mike Marshall, Baseballspieler
- Brett Butler, Baseballspieler

## Sehenswürdigkeiten

### Parks und Seen
Libertyville verfügt über mehrere Seen und Parks, wie z. B. den Lake Minear, Butler Lake, Independence Grove, Charles Brown Park, Riverside Park, Butler Lake Park.

### Bibliothek
Die Bibliothek von Libertyville war ursprünglich in der Cook Mansion untergebracht. Im Jahr 1968 wurde ein Bau von 3100 m² hinzugefügt.